# Vuurtoren van Lågskär
De Vuurtoren van Lågskär is een vuurtoren in Finland in de archipel van de Åland-eilanden. De vuurtoren staat op het eiland Lågskär in de Oostzee.
De 23 meter hoge vuurtoren is een betonnen toren met vierkant grondvlak. Naar boven toe loopt de vuurtoren taps toe met daar bovenop een lantaarn en galerij. Het witte licht knippert iedere 12 seconden. De toren wordt onderhouden door de Finse Maritieme Administratie en doet dienst als ornithologisch station.

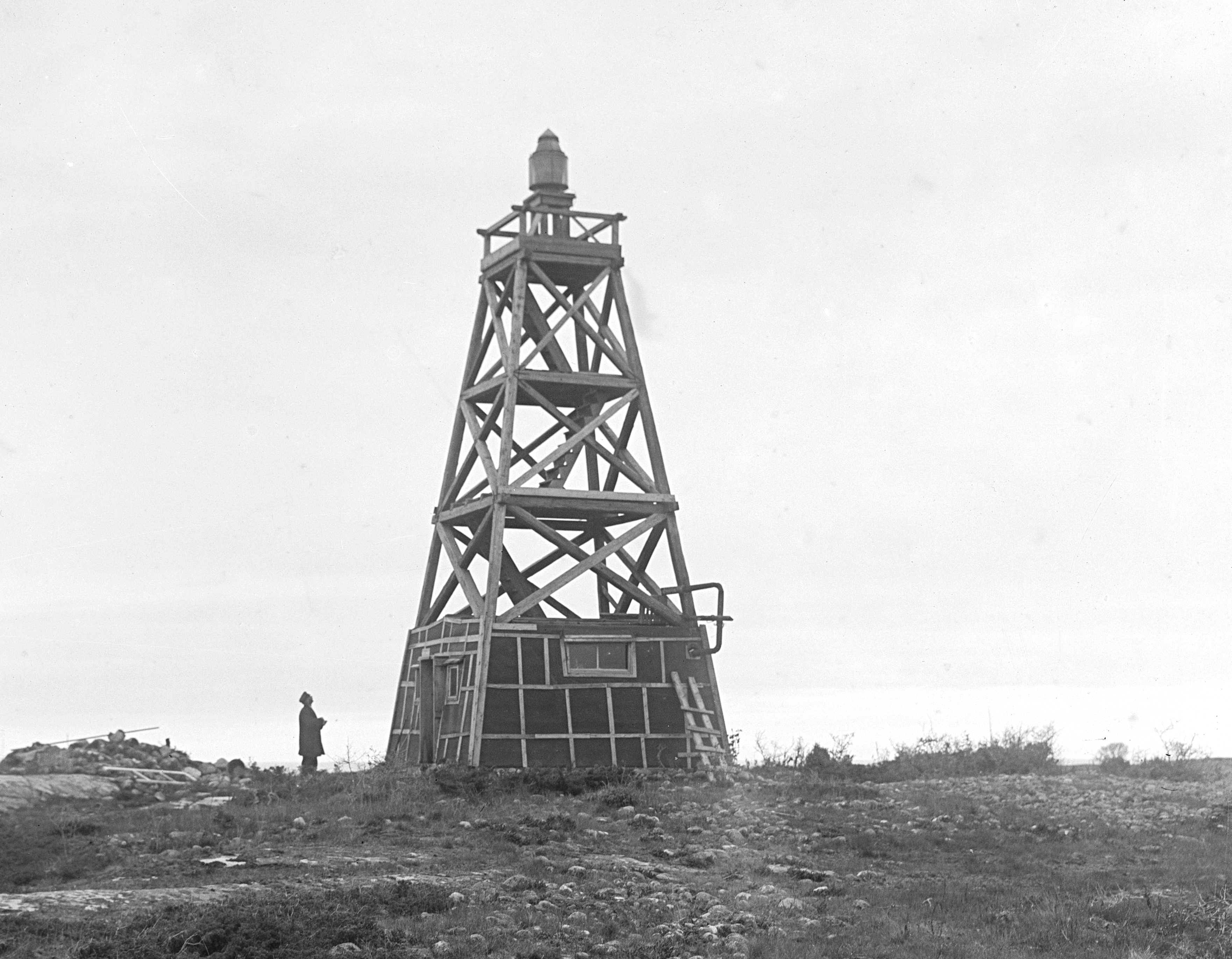
De tijdelijke houten vuurtoren in 1918, nadat de stenen toren door een Russisch bombardement was vernietigd.

## Geschiedenis
In 1840 werd er op het noordwestelijke deel van het eiland een houten vuurtoren gebouwd. In 1859 werd de toren herbouwd en in metselwerk opgetrokken.
In de Eerste Wereldoorlog werd de toren verwoest door een Russisch bombardement. Toen is opnieuw een tijdelijke houten toren gebouwd, die in 1920 werd vervangen door de huidige betonnen vuurtoren. Daarbij werd er een roterende gaslamp geïnstalleerd; de eerste van zijn soort in de wereld.
Sinds 1986 werkt de vuurtoren op windenergie.